# کونا (آیداهو)
کونا (به انگلیسی: Kuna) شهری در شهرستان آدا ایالت آیداهو است که جمعیت آن در سرشماری سال ۲۰۱۰ میلادی ۱۵٬۲۱۰ نفر بوده است.